# K’Andre Miller
K’Andre Miller (* 21. Januar 2000 in Saint Paul, Minnesota) ist ein US-amerikanischer Eishockeyspieler, der seit März 2020 bei den New York Rangers in der National Hockey League unter Vertrag steht und dort auf der Position des Verteidigers spielt.

## Karriere
K’Andre Miller wurde in Saint Paul geboren und spielte in seiner Jugend unter anderem für das Eishockeyteam der Minnetonka High School. Zur Saison 2016/17 wurde er in das USA Hockey National Team Development Program (NTDP) aufgenommen, die zentrale Talenteschmiede des US-amerikanischen Eishockeyverbandes USA Hockey in den Altersstufen U17 und U18. Mit den Auswahlen des NTDP nahm der Verteidiger am Spielbetrieb der United States Hockey League (USHL) teil und bestritt zudem zahlreiche Partien außerhalb organisierter Ligen. In der USHL-Saison 2017/18 verzeichnete er 16 Scorerpunkte in 22 Einsätzen und wurde in der Folge im NHL Entry Draft 2018 an 22. Position von den New York Rangers ausgewählt. Anschließend wechselte Miller in den College-Bereich, wo er fortan für die Wisconsin Badgers der University of Wisconsin–Madison in der Big Ten Conference auflief, einer Liga im Spielbetrieb der National Collegiate Athletic Association (NCAA). In seiner ersten Saison in Wisconsin verzeichnete er 22 Punkte in 26 Spielen, sodass er im Big Ten All-Rookie Team berücksichtigt wurde. Nach zwei Jahren bei den Badgers unterzeichnete er im März 2020 einen Einstiegsvertrag bei den New York Rangers.
Im Rahmen der Vorbereitung auf die Saison 2020/21 erspielte sich Miller einen Platz im Aufgebot der Rangers, sodass er im Januar 2021 sein Debüt in der National Hockey League (NHL) gab und dort seither regelmäßig zum Einsatz kommt. Am Ende seiner ersten NHL-Saison wurde er im NHL All-Rookie Team berücksichtigt.

### International
Auf internationaler Ebene gab Miller bei der World U-17 Hockey Challenge 2016 sein Debüt, wo er mit der US-amerikanischen Auswahl den fünften Platz belegte. Anschließend nahm er mit der U18-Nationalmannschaft, die vom NTDP gestellt wird, an der U18-Weltmeisterschaft 2018 teil und gewann dort mit dem Team nach einer 2:3-Niederlage im Finale gegen Finnland die Silbermedaille. Bei der Wiederauflage dieses Endspiels unterlag man den Finnen mit dem gleichen Ergebnis bei der U20-Weltmeisterschaft 2019, sodass der Abwehrspieler auch mit der U20-Nationalmannschaft seines Heimatlandes Silber gewann. Darüber hinaus folgte ein sechster Rang bei der U20-Weltmeisterschaft 2020.

## Erfolge und Auszeichnungen
- 2018 Silbermedaille bei der U18-Weltmeisterschaft
- 2019 Silbermedaille bei der U20-Weltmeisterschaft
- 2019 Big Ten All-Rookie Team
- 2021 NHL All-Rookie Team

## Karrierestatistik
Stand: Ende der Saison 2024/25

### International
Vertrat die USA bei:
| - World U-17 Hockey Challenge 2016 - U18-Weltmeisterschaft 2018 | - U20-Weltmeisterschaft 2019 - U20-Weltmeisterschaft 2020 |

(Legende zur Spielerstatistik: Sp oder GP = absolvierte Spiele; T oder G = erzielte Tore; V oder A = erzielte Assists; Pkt oder Pts = erzielte Scorerpunkte; SM oder PIM = erhaltene Strafminuten; +/− = Plus/Minus-Bilanz; PP = erzielte Überzahltore; SH = erzielte Unterzahltore; GW = erzielte Siegtore; 1 Play-downs/Relegation; Kursiv: Statistik nicht vollständig)